# Drapeau de Macao
Le drapeau de Macao est vert frappé d'un lotus blanc flottant au-dessus d'un pont et surmonté d'une arche formée de cinq étoiles jaunes (celle du centre étant légèrement plus grosse). Ces cinq étoiles sont celles figurant sur le drapeau de la république populaire de Chine (RPC). La plus grosse représente le Parti communiste chinois (PCC) et les quatre plus petites gravitant autour sont les différentes classes de la société réunies autour du PCC : ouvriers, paysans, soldats et intellectuels.
Il a été créé par un professeur d'art, Xiao Hong, et a été choisi parmi plus de mille propositions. Il est approuvé en 1993. Le 19 novembre 1999 les anciens drapeaux portugais sont remplacés par ce nouveau drapeau.

## Historique

Drapeau semi-officiel du gouvernement du Macao portugais : 1976-1999.
Drapeau du gouverneur du Macao portugais.
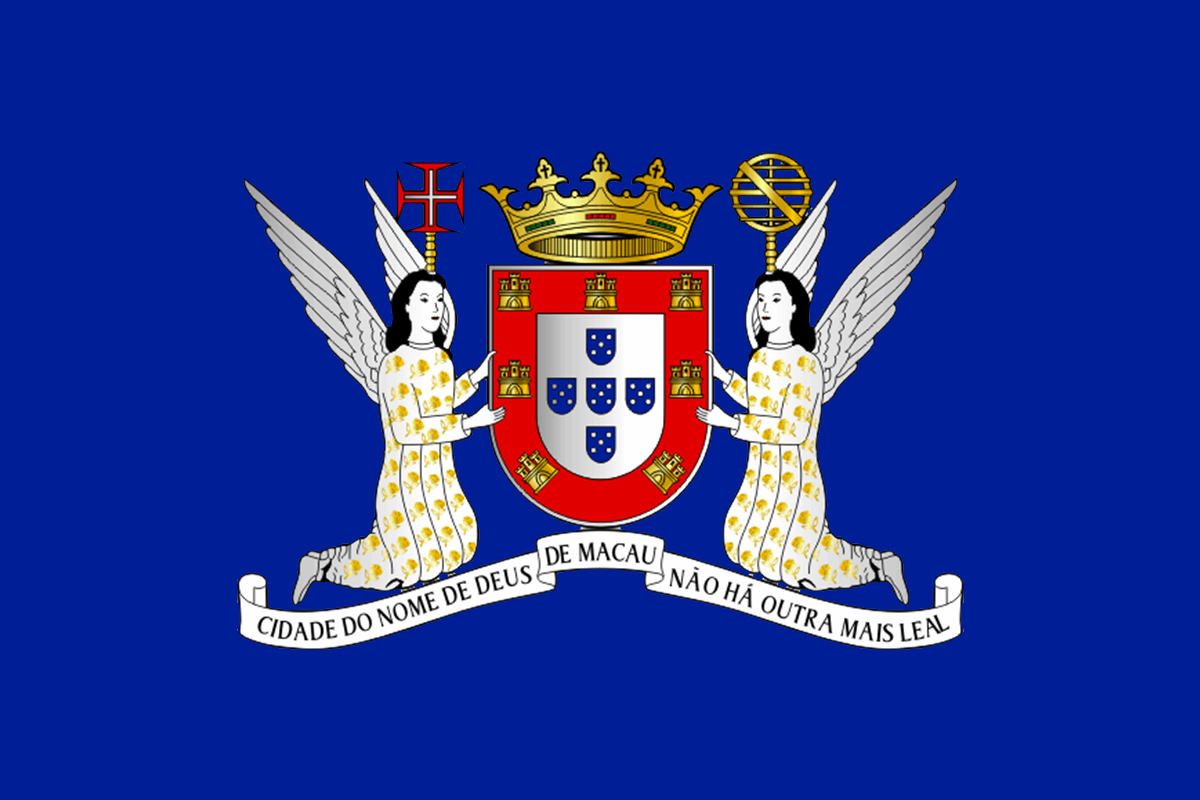
Drapeau du gouvernement de la municipalité de Macao, utilisé pendant le Macao portugais : 1976-1999.
Drapeau du gouvernement de la Municipalité des Îles, utilisé pendant le Macao portugais : 1976-1999.